# Rafi Barekzai
Mohammad Rafi Barekzai (* 6. Juni 1990 in Herat, Afghanistan) ist ein afghanischer Fußballspieler, der seit 2015 bei Tofan Harirod spielt.

## Vereinskarriere
In der Saison 2011 spielte Barekzai bei Abumoslem Herat in der Herat Premier League, 2012 wechselte er innerhalb der Liga zum Aslam Herat FC.
Über der Fußballcastingshow Maidan e Sabz empfahl der Mittelfeldspieler sich für die neu gegründete Afghan Premier League und unterschrieb für die Saison 2012 einen Vertrag bei Tofan Harirod. Sein Debüt feierte Barekzai am 21. September 2012 beim 4:1-Sieg gegen Simorgh Alborz. Am Ende konnte man die Meisterschaft nach einem 2:1-Sieg im Finale gegen Simorgh Alborz feiern. In seiner zweiten Saison bei Tofan Harirod wurde er zum Kapitän der Mannschaft ernannt. Am Ende der Saison erreichte man den dritten Platz nach einem 4:0-Sieg im Spiel um Platz 3 gegen Oqaban Hindukush.
Zur Saison 2014 wechselte er mit zwei weiteren Spielern von Tofan Harirod zu De Spinghar Bazan. Bei der Mannschaft, die den Westen von Afghanistan in der APL vertritt, wurde Barekzai zum Kapitän ernannt. Am Ende der Saison belegte man den 3. Platz.
Zur Saison 2015 kehrte Barekzai zu seinem Stammverein Tofan Harirod zurück. Seit 2016 spielt er mit seinem Bruder Khalid bei Tofan.

## Nationalmannschaft
Erstmals für die afghanische Nationalmannschaft wurde Barekzai für die Qualifikation zum AFC Challenge Cup 2014 nominiert, kam aber in keinem der drei Spiele gegen Mongolei (1:0), Laos (1:1) und Sri Lanka (1:0) zum Einsatz. Schlussendlich konnte man sich aber qualifizieren. Am 4. Juni 2013 debütierte er bei der 2:3-Niederlage gegen Tadschikistan schließlich.
Barekzai wurde auch für den Kader für die Südasienmeisterschaft 2013 nominiert, wo die Nationalmannschaft nach einem 2:0-Sieg im Finale gegen Indien gewann. Im zweiten Spiel gegen Sri Lanka (3:1) schoss er ein Tor per direkten Eckball  zum zwischenzeitlichen 1:1-Ausgleich  erzielen.
Am 29. März 2015 gab Barekzai als einer von sieben Nationalspielern seinen Rücktritt aus der Nationalmannschaft bekannt. Als Grund wurden teaminterne Schwierigkeiten angegeben.

## Erfolge

### Im Verein
Tofan Harirod
- Afghanischer Meister: 2012
  - Dritter: 2013

De Spinghar Bazan
- Dritter: 2014

### In der Nationalmannschaft
- Südasienmeister 2013